# Pietro Tomasi Della Torretta
Pietro Tomasi Della Torretta, född 7 april 1873 i Palermo, död 4 december 1962 i Rom, var en italiensk markis, diplomat och politiker. Han ärvde titeln 12:e prins av Lampedusa och 13:e hertig av Palma efter sin brorson den 23 juli 1957. 
Tomasi Della Torretta var italienskt ambassadråd i Sankt Petersburg till 1913, då han utnämndes till sändebud i Munchen, på vilken post han kvarstod tills de diplomatiska förbindelserna avbröts i maj 1915.  Han var ambassadör i Petrograd 1917-1919.  Han var sedan utrikesminister i Ivanoe Bonomis kabinett den 5 juli 1921 till den 26 februari 1922. Under hans utrikesministertid deltog Italien i Washingtonkonferensen. Han blev senator 1921 och ambassadör i London 1922-1927 och var en av Italiens delegerade på Londonkonferensen om Dawesplanen 1924.